# Sangría

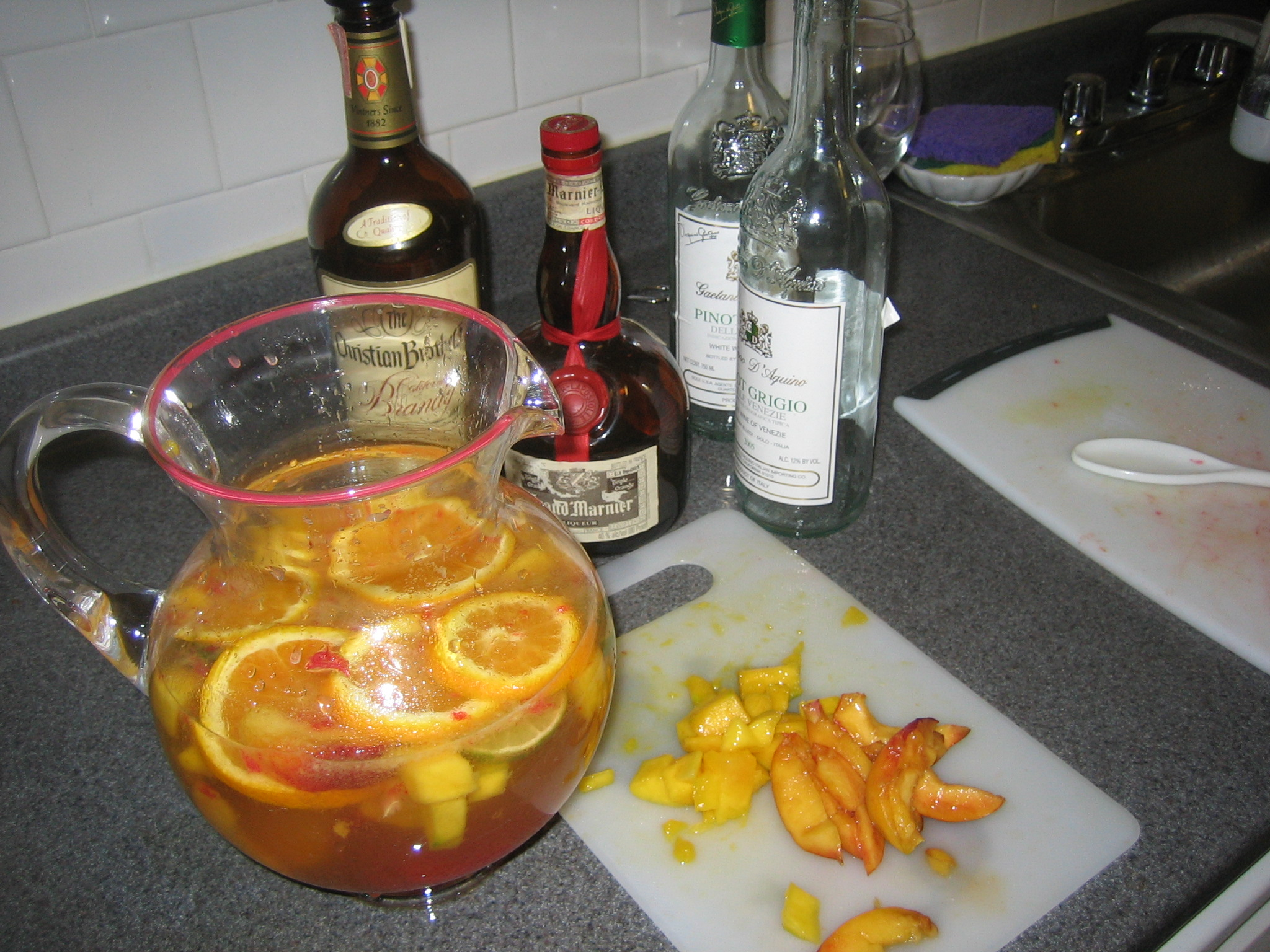
Zutaten und Aussehen einer Sangría

Sangría [saŋˈgɾi.a] (span. „Aderlass“, von sangre „Blut“ und auf port. „sangue“) ist eine in Spanien und Portugal gesetzlich geschützte Bezeichnung für ein aromatisiertes Weinmischgetränk. Das bowlen- und cocktailähnliche Getränk wird aus Rotwein, Fruchtstücken und Fruchtsaft hergestellt und oft auch mit Spirituosen gemischt. Sangría wird kalt in Glaskaraffen gereicht oder, wenn es heiß ist, auch mit Wasser verdünnt getrunken. Sangría ist in Spanien ein einfaches Partygetränk, ähnlich der Bowle in Deutschland oder dem Punsch in Großbritannien. Da Sangría eine einfach zuzubereitende Bowle ist, gibt es viele Varianten.
Ein verwandtes Sommergetränk ist der in Spanien genannte Tinto de verano. Er besteht aus Rotwein mit Zitronenlimonade und wird ebenso gekühlt serviert.
Bei einer Sangria Blanca, in Spanien auch unter der Bezeichnung Clarea bekannt, wird als Basis Weißwein oder Schaumwein (Cava) verwendet. Eine mit Weinbrand versetzte Version wird Zurra genannt.

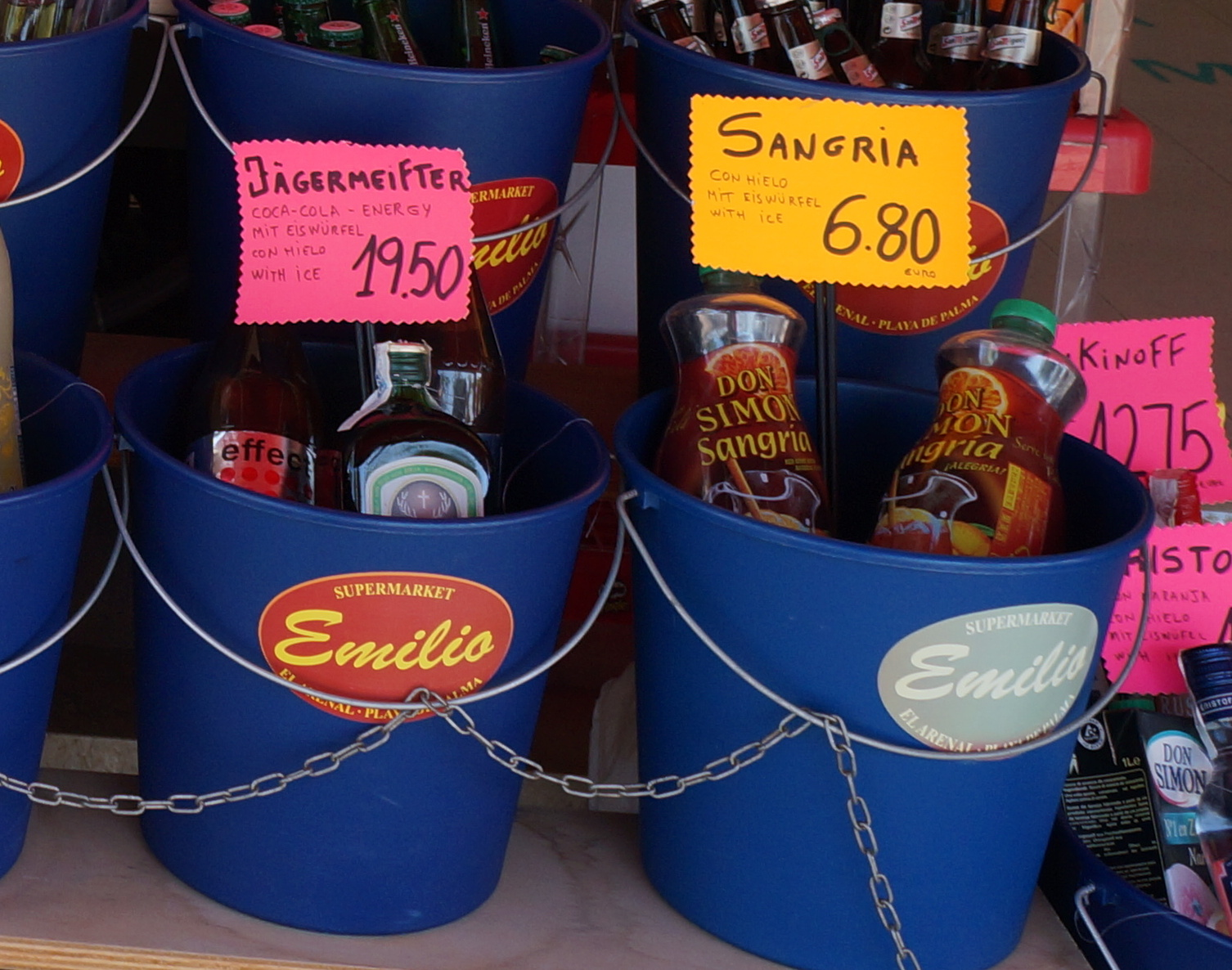
Angebot von Sangría mit Eiswürfeln und Eimer zum sogenannten Eimersaufen in S’Arenal auf Mallorca (2013)

Sangaree ist ein altertümliches englisches Wort, das sich auf das gleiche weinhaltige Getränk bezieht. Es wurde hauptsächlich in der Kolonialgesellschaft im britischen Westindien verwendet.
Im Kontext von Alkohol- und Partytourismus wurde Sangría als Getränk bekannt, das von deutschen Touristen auf Mallorca am Ballermann 6 beim sogenannten Eimersaufen konsumiert wird.